# Reaktionsnetzwerk
Unter Reaktionsnetzwerk versteht man in der Chemie auf dem Gebiet der praktischen Anwendung der Reaktionskinetik und damit auch in der chemischen Reaktionstechnik die Zusammenschaltung mehrerer einfacher Einzelreaktionen zu einer mehr komplexen Gesamtreaktion. In der Praxis liegen derartige Reaktionen bei weitem häufiger vor als 'einfache' Reaktionen, wie sie in den Grundlagen der Reaktionskinetik in der Physikalischen Chemie abgehandelt werden.
Bei den Einzelreaktionen handelt es sich im Wesentlichen um folgende Typen:
- einfache vollständige Reaktionen: A + B → C
- Gleichgewichtsreaktionen:   A + B ⇌ C
- Parallelreaktionen A → B // A → C
- Folgereaktionen   A → B → C

Ein mögliches Reaktions-Netzwerk wäre zum Beispiel:
A + S ⇌ AS 

AS ⇌ RS 

RS ⇌ R + S 

Dies stellt die Aufstellung der kinetischen Gleichungen einer katalytischen Reaktion dar. Der Typus dieses Netzwerks heißt beispielsweise geschlossene Folgereaktion.
 Formal gesehen sind aber Gleichgewichts-, Parallel- und Folgereaktionen für sich selbst schon ein 'minimales' Netzwerk.

Die Reaktionskinetik derartiger komplexer Reaktionen wird oft 'Formalkinetik' genannt, weil sie  nur formal-mathematisch aus den experimentellen Daten hergeleitet werden kann und in der Regel keine sicheren Aussagen zum Reaktionsmechanismus erlaubt. Sie kann allenfalls als Indiz für die Annahme eines Mechanismus herangezogen werden. Die mathematische Behandlung erfolgt mit Hilfe von Geschwindigkeitsgesetzen. Die Diskussion der Eigenschaften derartiger Netzwerke ist für eine Optimierung der Spezifischen Produktleistung mit Hilfe einer Konzentrationsführung unerlässlich. Eine Erörterung der Einzelfälle und der Methoden ihrer reaktionstechnischen Behandlung würde den Rahmen einer enzyklopädischen Darstellung sprengen, es wird deshalb in diesem Fall auf die Fachliteratur verwiesen. 

## Experimentelle kontinuierliche Reaktionsnetzwerke
Im Juni 2020 stellten Wissenschaftler ein chemisches „kontinuierliches Reaktionsnetzwerk“ vor, in welchem simple Stoffe in Wasser und unter Strahlung zu wichtigen Ausgangsstoffen für RNA reagieren. Sie zeigen mit ihrem System, dass einige Voraussetzungen für die natürliche Entstehung von Leben unter Bedingungen der frühen Erde vorhanden sein konnten.

## Computergenerierte Reaktionsnetzwerke
Im September 2020 wurde eine Software, AllChemy, für synthetische chemische Reaktionsnetzwerke zur Erforschung der Abiogenese veröffentlicht. Das synthetische Reaktionsnetzwerk konnte, teils experimentell validierte, Entstehungsrouten für biochemisch relevante Stoffe vorhersagen.